# Балуран (вулкан)
Балуран — вулкан, расположен на острове Ява, в составе провинции Восточная Ява, Индонезия.
Балуран — стратовулкан, высотой 1247 метров. Расположен в одноимённом национальном парке. Является самым восточным вулканом острова Ява. Вулкан сложен преимущественно андезитами. На северо-востоке имеет подковообразный кратер. Вулканическая активность в историческое время не зафиксирована, но есть вероятность, что вулкан извергался в современный период.
Окрестности вулкана расположены в зоне муссонных лесов и саванны, богаты дикой природой.